# Oberstorcha
Oberstorcha är en ort i  kommunen Kirchberg an der Raab i Österrike. Den ligger i distriktet Südoststeiermark i förbundslandet Steiermark.
Oberstorcha var tidigare en självständig kommun, men blev den 1 januari 2015 uppdelad på kommunerna Kirchberg an der Raab och Paldau. 
Till Kirchberg an der Raab fördes: 
- Del av Oberstorcha med byn Oberstorcha (157)

Till Paldau fördes: 
- Reith (123)
- Unterstorcha (168)
- Del av Oberstorcha (151)

(inom parentes invånarantal 1 januari 2024)